# 前橋市立桂萱小学校
前橋市立桂萱小学校（まえばししりつ かいがやしょうがっこう）は、群馬県前橋市にある公立小学校。

## 所在地
群馬県前橋市上泉町178番地

## 沿革
- 1873年〈明治6年〉 - 上泉村玉泉寺を仮校舎として開校[1]。
- 1874年〈明治7年〉1月10日 - 上泉学校開設[2]。
- 1875年〈明治8年〉9月 - 上泉城曲輪乙79に校舎を新築し移転[1][2]。
- 1885年〈明治18年〉2月 - 南勢多第一小学校となる[2]。
- 1886年〈明治19年〉4月 - 小学校令発布により南勢多第三小学校と改称[1][2]。
- 1887年〈明治20年〉4月 - 上泉尋常小学校と改称[2]。
- 1890年〈明治23年〉2月 - 桂萱尋常小学校と改称[2]。
- 1893年〈明治26年〉4月 - 桂萱尋常高等小学校となる[2]。
- 1907年〈明治40年〉4月1日 - 桂萱村内4校（上泉・三俣・片貝・堤）を桂萱尋常高等小学校に統合[3]。
- 1908年〈明治41年〉11月 - 上泉村五反田566番地に校舎新築[3]。
- 1941年〈昭和16年〉4月1日 - 桂萱国民学校となる[3]。
- 1947年〈昭和22年〉4月1日 - 桂萱村立桂萱小学校となる[3]。
- 1954年〈昭和29年〉4月1日 - 前橋市との合併により前橋市立桂萱小学校となる[3]。
- 1959年〈昭和34年〉4月1日 - 堤分校（堤町）を前橋市立桂萱東小学校として独立[4]。
- 1964年〈昭和39年〉3月 - 開校90周年を記念し校歌が作られる（作詩：根岸一男、作曲：千木良政明）[5]。
- 1969年〈昭和44年〉 - 鉄筋3階建校舎新築[3]。
- 1972年〈昭和47年〉4月1日 - 桂萱小学校と天川小学校の学区から前橋市立桃瀬小学校が新設される[6]。
- 1978年〈昭和53年〉4月1日 - 桂萱小学校と細井小学校の学区から前橋市立桃木小学校が新設される[7]。

## 学区
- 西片貝町一丁目、二丁目の一部[8]
- 上泉町
- 石関町

## 学校周辺
- 群馬県道3号前橋大間々桐生線
- 群馬県立前橋高等学校
- 前橋市立桂萱中学校
- 上毛電気鉄道上毛線上泉駅

## 出身者
- 佐田一郎 - 佐田建設社長、参議院議員。